# Dveră
Dvera este un obiect de cult, din categoria vălurilor de tâmplă care constă dintr-o draperie, cu dimensiuni și forme variabile, fie pătrate, fie dreptunghiulare, brodată cu diferite reprezentări iconografice și simbolice - Buna Vestire, Nașterea lui Iisus, Răstignirea, Învierea, Adormirea Maicii Domnului etc. - sau numai cu simple motive decorative, geometrice ori vegetale. Dverele sunt dispuse în partea inferioară a tâmplei, cu posibilitatea de a culisa pe vergelele susținătoare, pentru a închide sau deschide spațiile respective, în funcție de anumite momente ale serviciului religios.
Termenul provine din slavonescul dvĕrĭ cu semnificația de „uși”. În bisericile ortodoxe, altarul este despărțit de restul bisericii printr-o catapeteasmă (un perete de icoane). În catapeteasmă se află în mod tradițional trei deschideri: una la mijloc și două laterale. Ușile din deschiderile laterale se numesc uși diaconești; în deschiderea centrală se află două uși (numite uși împărătești) care se deschid lateral. Spre deosebire de ușile diaconești care acoperă în întregiume deschiderile laterale, ușile împărătești au o înălțime mai mică decât înălțimea deschiderii, putându-se vedea în altar pe deasupra lor.  În momentele solemne ale liturghiei (când, conform credinței creștine, pâinea și vinul se transformă în trupul și sângele Mântuitorului), partea de sus a ușilor împărătești se acoperă cu o perdea numită dveră, pentru ca privirile credincioșilor din biserică să nu pătrundă în altar. La momentele rânduite în timpul slujbei, preotul trage dvera, lateral sau în sus. Dverele sunt confecționate din mătase, stofă sau catifea, au diferite culori (mai frecvent albă) și sunt brodate cu motive și simboluri religioase. 

## Vezi și
- Zavesă
- Văl de tâmplă